# Bertil Thafvelin
Nils Bertil Thafvelin, född 13 december 1921 i Låssa församling, Uppsala län, död 24 april 2012, var en svensk arkitekt.
Thafvelin, som var son till agronom Albin Thafvelin och Margareta Nyberg, utexaminerades från högre tekniska läroverket i Norrköping 1943, från Kungliga Tekniska högskolan 1948 och från Kungliga Konsthögskolan 1950. Han var anställd vid Byggnadsstyrelsen 1949, blev stadsarkitekt i Mjölby stad och Vadstena stad 1950 samt i Skänninge stad 1958, blev biträdande länsarkitekt i Jönköping 1953 och drev eget arkitektkontor där från 1957. 
Thafvelin ritade bland annat höghus, läroverk och idrottshall i Mjölby, bostadsområden i Vadstena, Boxholm, läroverk i Vetlanda, församlingshem i Ödeshög samt utförde stadsplanearbete i bland annat Söderköping, Vadstena och Skänninge. Han tilldelades Kungliga Akademiens för de fria konsterna hertigliga medalj.